# Castle Chanonry of Ross
Castle Chanonry of Ross, auch Seaforth Castle, ist eine abgegangene Burg in Fortrose, nordöstlich von Inverness in der schottischen Council Area Highland. Heute ist nichts mehr von der Burg erhalten. Die Burg wurde auch Canonry oder Chanonrie of Ross nach der historischen Region der Highlands benannt.

## Architektur
Man weiß, dass es sich bei der abgegangenen Burg um einen Wohnturm mit rechteckigem Grundriss gehandelt hat, den Bischof John Fraser zwischen 1497 und 1507 erbauen ließ.

## Belagerung im 16. Jahrhundert

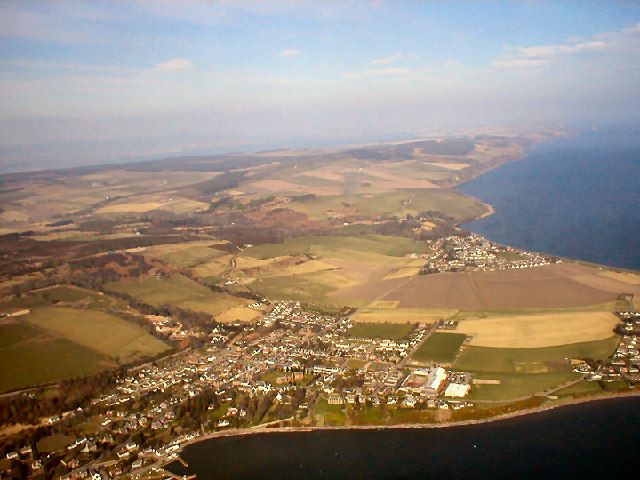
Die Stadt Fortrose auf der Halbinsel Black Isle, wo das Castle Chanonry of Ross einst stand.

1569, während des Marianischen Bürgerkrieges zwischen der abgesetzten Maria Stuart und König Jakob VI. von Schottland kam eine Fehde zwischen dem Clan Mackenzie und dem Clan Munro, den mächtigsten Clans in Ross-shire, auf. Der Ärger begann, als John Leslie seinem Vetter Leslie, dem Laird of Balquahair, Recht und Titel am Castle Chanonry zusammen mit zugehörigen Ländereien gewährte. Bischof Leslie war Sekretär von Maria Stuart gewesen und es gab starke Aversionen gegen das Episkopat in Schottland. Er dachte daher, dass es am besten sei, dass er das Kircheneigentum seines Bistums in die Hände seiner Familie gab, damit er einige seiner wichtigen Privilegien bewahren könnte, die er als Bischof genoss. Ungeachtet dieser Schenkung vergab Regent Moray (James Stewart, 1. Earl of Mortay), der im Namen des minderjährigen Königs Jakob VI. agierte, die Aufsicht über die Burg an Andrew Munro, 5. of Milntown.
Regent Moray, der illegitime Sohn König Jakobs V., versprach Bischof Leslie, dass dieser im Austausch gegen die Aufgabe der Burg und ihrer Ländereien einige Ländereien der Baronie Fintry in Buchan bekommen sollte. Die Abmachung wurde im Januar 1570 durchkreuzt, als Regent Moray erschossen wurde. So erhielt Andrew Munro aus Milntown nicht den Titel an der Burg Chanonry und ihren Ländereien, was ihn aber nicht davon abhielt, die Burg zu besetzen.
Die Mackenzies waren gar nicht erfreut, ihre mächtigen Nachbarn, die Munros, in Besitz der Burg zu sehen. Sie erkannten, dass den Munros dafür Recht und Titel fehlten, und kauften diese von Leslie, damit sie von den Munros zu Recht die Herausgabe von Burg und Ländereien verlangen konnten. Die Munros aber wichen nicht.
Munro entschloss sich, zu bleiben und einen neuen Anlauf beim neuen Regenten von Schottland, Matthew Stewart, 4. Earl of Lennox, zu machen, der den Munros gewogen war. Die Situation wurde noch komplizierter, als Regent Lennox im September 1571 ebenfalls erschossen wurde. Der nächste Regent von Schottland, John Erskine, Earl of Mar, bestätigte schließlich Andrew Munro ebenfalls als Besitzer der Burg, aber der Earl of Mar starb im Oktober 1572 nach kurzer Krankheit, wobei einige Quellen angeben, dass er vergiftet wurde.
Die Mackenzies betrachteten die Munros als unrechtmäßige Besitzer ihres Eigentums, das sie rechtmäßig von Leslie erworben hatten. Daher belagerten sie die Burg. Die Munros verteidigten die Burg drei Jahre lang, wobei auf beiden Seiten viele Tote zu beklagen waren. Schließlich übergaben die Munros 1573 die Burg unter dem Act of Pacificateon friedlich an die Mackenzies unter der Bedingung, dass Munro die Kosten für die Verteidigung der Burg erstattet wurden. Diese Affäre war vermutlich Teil einer größeren politischen Intrige der Parteien des Königs und der Königin, der Marianischer Bürgerkrieg genannt wurde und mit der Befriedung von Perth 1573 endete.
Während der Minderjährigkeit von Jakob VI., die offiziell 1578 endete, hatten Munro of Milntown und sein damaliger Chef Robert Mor Munro die Obhut über die Kronländer von Ross und der Black Isle. Am 31. Oktober 1578 vergab Jakob VI. „Burg, Haus und Platz von Channonrie“ an Henry Stewart, 3. Lord Methven. Die Chanonry wurde an Alexander Hepburn († 1578), den Nachfolger von John Leslie als Bischof von Ross, vergeben, der Maria Stuarts Exil teilte. Lord Methven sollte den Ertrag der Ländereien erhalten, bis ein neuer Bischof von Ross ernannt würde. Im Juli 1589 besuchte Jakob VI. persönlich das Chanonry, wo „er von den Baronen und Gentlemen großartig bewirtet und aufgenommen“ wurde.

### Historische Quellen

#### Sir Robert Gordon
Sir Robert Gordon, 1. Baronet, (1580–1656) beschreibt die Fehde zwischen den Munros und den Mackenzies in seinem Buch A Genealogical History of the Earldom of Sutherland:

„Mackenziestreitigkeiten, sie kauften die Rechte davon von Buquhayn, und daraufhin belagerten sie die Burg von Chanonry, die die Munros verteidigten und für die Zeit von drei Jahren behielten, mit großen Verlusten auf beiden Seiten, bis sie sie nach einem Befriedungsakt an die Mackenzies auslieferten. Und dies war der Grund und Beginn der Fehde und der Streitigkeiten, die bis heute zwischen den Mackenzies und den Munros bleiben.“

#### Alexander Mackenzie
Laut Alexander Mackenzies Büchern The History of the Mackenzies (1894) und The History of the Munros of Fowlis (1898) wurden die Mackenzies vom Clan Mackintosh unterstützt, die zusammen die Kathedrale von Fortrose mit einer Garnison belegten und die Burg belagerten. Mackenzie behauptet, dass ein versuchter Ausfall der Munros, um im nahegelegenen See zu fischen, vereitelt wurde und so die Mackenzies die Burg in ihre Gewalt brachten. Allerdings gibt die frühere Quelle von Gordon eine Übergabe durch einen „Befriedungsakt“ an.

## Bürgerkriege des 17. und 18. Jahrhunderts
Später, im schottischen Bürgerkrieg des 17. Jahrhunderts, waren die Mackenzies immer noch in Besitz des Castle Chanonry of Ross. Ihr Clanchef, George Mackenzie, 2. Earl of Seaforth, unterstützte die Covenantors und 1646 belagerte der Führer der royalistischen Armee, James Graham, 1. Marquess of Montrose, die Burg und nahm sie den Mackenzies nach vier Tagen ab. 1649, nach der Belagerung von Inverness, hinterließ David Leslie, Lord Newark, der Führer der Armee des schottischen Parlaments, eine Garnison auf Castle Chanonry of Ross. Jedoch nahmen die Mackenzies bald danach die Burg von den parlamentaristischen Kräften wieder ein. Die parlamentaristischen Kräfte antworteten darauf, indem sie Mackenzies Redcastle einnahmen, und die dortige Garnison hängten.
Ein Gedicht aus dem 17. Jahrhundert des Sehers Brahan Seer über das Castle Chanonry of Ross sah dies voraus:

”The day will come when, full of the Mackenzies, it will fall with a fearful crash. This may come to pass in several ways. The Canonry is the principle burying-place of the Clan, and it may fall when full of dead Mackenzies, or when a large concourse of the Clan is present at the funeral of a great chief” (dt.: Der Tag wird kommen, wenn es, voll von den Mackenzies, mit einem fürchterlichen Krach fallen wird. Dies mag auf unterschiedliche Weise geschehen. The Canonry ist der Hauptbestattungsplatz des Clans, und es könnte fallen, wenn es voller toter Mackenzies ist, oder, wenn eine große Zusammenkunft des Clans an der Beerdigung eines großen Clanchefs teilnimmt.)

Die Burg wurde während des Jakobitenaufstandes im 18. Jahrhundert in Schutt und Asche gelegt, aber man weiß nicht, wer dafür verantwortlich war.

## Heute
Die Burg selbst steht nicht mehr. Aber die Straße, in der sie sich befand, heißt heute Castle Street. Ganz in der Nähe befindet sich in der Außenmauer eines sehr alten Hauses ein Stein mit Namen Dormer Pediment, auf dem man ein Wappen und die Initialen „CBS“ sehen kann, was für „Countess Barbara of Seaforth“ steht. Barbara war die Gattin von George Mackenzie, 2. Earl of Seaforth (1633–1651). Dieser Stein ist vermutlich das einzige, bis heute erhaltene Überbleibsel der Burg.